# Округ Старк (Индијана)
Округ Старк (енгл. Starke County) је округ у америчкој савезној држави Индијана.

## Демографија
По попису из 2010. године број становника је 23.363, што је 193 (-0,8%) становника мање 2000. године.
| Група             | 2000.          | 2010.          |
| Белци             | 22.685 (96,3%) | 22.212 (95,1%) |
| Афроамериканци    | 53 (0,2%)      | 66 (0,3%)      |
| Азијати           | 47 (0,2%)      | 41 (0,2%)      |
| Хиспаноамериканци | 514 (2,2%)     | 766 (3,3%)     |
| Укупно            | 23.556         | 23.363         |